# إيربلو

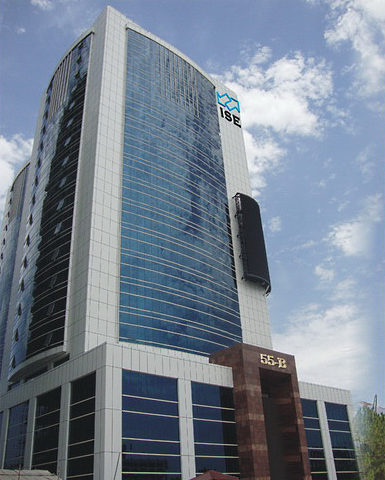
أبراج بورصة إسلام أباد، المكتب الرئيسي لشركة Airblu

شركة إيربلو خطوط طيران خاصة باكستانية هي الثانية من حيث حيث الكبر في سوق الأسهم الباكستانية.تسير رحلات داخلية إلى إسلام أباد. كما تسير رحلات دولية إلى مطار أبوظبي الدولي ومطار دبي الدولي ومطار الشارقة الدولي ومطار مسقط الدولي ومطار مدغشقر الدولي وكذلك لندن.وقد 1.4 مليون راكب في السنة المالية 2006/2007. وفي 28 يوليو 2010 تحطمت إحدى طائراتها وعلى ظهرها 152 راكب قضوا نحبهم جميعا في رحلة من كراتشي إلى إسلام أباد.

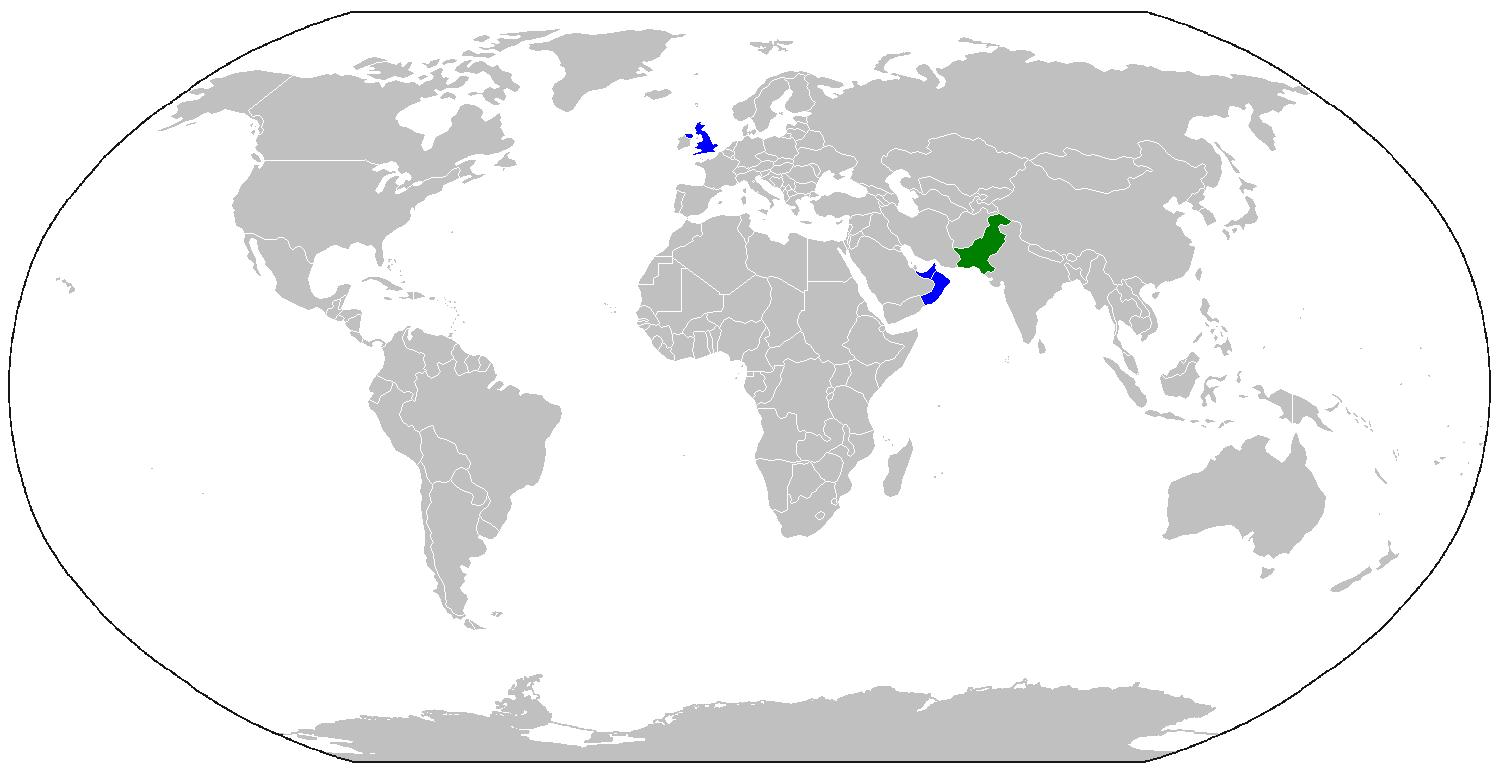
وجهات إيربلو.

## حواش
1. ↑  : : : airblue : : : نسخة محفوظة 31 ديسمبر 2017 على موقع واي باك مشين.
2. ↑  Airblue now has 20% share of domestic traffic in Pakistan - looks to Scandinavia for further western expansion | anna.aero نسخة محفوظة 14 أغسطس 2017 على موقع واي باك مشين.
3. ↑  مقتل جميع ركاب الطائرة الباكستانية نسخة محفوظة 1 أغسطس 2010 على موقع واي باك مشين.